# 氮杂环庚烷
氮杂环庚烷，又称吖庚环，是一种有机化合物，化学式为(CH2)6NH。它是一种无色液体。氮杂环庚烷是一种环状仲胺，是多种药物和杀虫剂的前体。它由己二胺的部分氢解制得。
像许多胺一样，它会与二氧化碳反应。